# 鸡子大饼
鸡子大饼，又称葱油鸡子大饼，是中国江苏无锡的傳統地方小吃，其创制历史可追溯自民国初年。

## 简介
无锡鸡子大饼始于1915年，首创者为一葱油饼小贩范盘福，因其制作葱油饼的手艺极好，旁人便多模仿，以致竞争激励。后范突发奇想，在饼中打入一鸡蛋，做成葱油鸡子大饼，頓時顾客为之吸引。1938年，崇安寺汪耀奎经营的新万兴面店，引進葱油鸡子大饼並革新，在饼中加入油炸肉糜渣，同时裹入葱油，花椒盐等配料，制作时用手指在饼中间戳一浅洞，继而将鸡蛋打碎，倒于饼上，煎炸数回。其味咸中带甜、其饼薄脆且大，是当时风靡一时的春节应时小吃。鸡子大饼也由此流传到无锡各点心店，成为锡城著名小吃之一。

## 逸事
鸡子大饼在无锡话中读作“鸡子杜饼”，乃因吴语中“杜”有“自制”之意，一如“杜办”、“杜酒”等吴地方言，可见无锡鸡子杜饼最初是由自家制作之土饼发展而来。